# 11833 Dixon
11833 Dixon (1985 RW) là một tiểu hành tinh vành đai chính bên trong được phát hiện ngày 13 tháng 9 năm 1985 bởi Spacewatch ở Kitt Peak.